# 弗里德里希·克虜伯
弗里德里希·卡爾·克虜伯（德語：Friedrich Carl Krupp，1787年7月17日—1826年10月8日）是一名德國鋼鐵製造商和克虜伯家族商業帝國的創始人，現在已經歸入蒂森克虜伯股份公司。

## 生平
在父親去世後，弗里德里希由祖母海倫娜·艾蜜莉·克虜伯撫養長大，她於1800年購買Sterkrade工廠。在這裡，弗里德里希努力製造鑄鋼，這個秘密在英國被仔細守護著。
克虜伯與工程師戈特洛布·雅各布斯（Gottlob Jacobs）一起在Sterkrade工廠進行第一次試驗，1808年該工廠被出售後，他繼續在埃森獨立進行嘗試。1810年，他在埃森附近建立一個小型鍛造場，並於1815年與弗里德里希·尼古拉（Friedrich Nicolai）合夥生產鑄鋼，這種產品被認為非常適合某些用途，例如鑄幣模具、鈕扣印章等。
然而需求並不足以維持工廠的運作，1820年後不久，克虜伯不得不放棄他的房子，占據他工廠附近的一個工人小屋。這間小屋在巨大的克虜伯工廠中被長期保存下來。他死後，企業由他的遺孀特蕾絲·克虜伯接管。在他去世前不久，他向他的兒子阿爾佛萊德透露製造鑄鋼的秘密，而後者成功地將其開發。

## 備註
- 本条目的部分内容取自《新國際百科全書》，属于公有领域。